# Todwick
Todwick är en ort och civil parish i Rotherham i Storbritannien. Den ligger i grevskapet South Yorkshire och riksdelen England, i den sydöstra delen av landet, 220 km norr om huvudstaden London. Todwick ligger 108 meter över havet och antalet invånare är 1 673.
Terrängen runt Todwick är platt. Runt Todwick är det tätbefolkat, med 849 invånare per kvadratkilometer. Närmaste större samhälle är Sheffield, 14,2 km väster om Todwick. Trakten runt Todwick består till största delen av jordbruksmark.